# Antyx edita
Antyx edita är en tvåvingeart som beskrevs av Daniel J. Bickel 1999. Antyx edita ingår i släktet Antyx och familjen styltflugor. Inga underarter finns listade i Catalogue of Life.